# 水田伸生
水田伸生（1958年8月20日—），日本知名電視劇導演、電影導演，生於廣島縣廣島市南區，現任日本第一家民放電視台日本電視台製作局局長。
水田執導的知名作品有電視劇《Mother》、《Woman》，電影《舞妓哈哈哈》、《男兒有淚不輕彈》等片。

## 經歷
水田伸生廣島市立舟入高校畢業後，考入日本大學藝術學部演劇學科。1981年，成為日本電視台製作部成員之一，負責製作電視劇。期間曾擔任日本電視台知名的土曜劇場電視劇《池中玄太80公斤》等劇的副導演，並出任椎名桔平主演的《情牽有緣人》、竹野內豐主演的《心理醫恭介》、伊藤英明主演的《我的老婆是男人》等多部電視劇導演，同時亦擔任電視製作人、舞台劇導演及綜藝節目編導。
2006年，改編自知名漫畫花田少年史的真人電影《花田少年史 幽靈與祕密的隧道》上映，為其電影初執導作品。2010年，以執導之電視劇《Mother》獲得第65回日劇學院賞最佳導演獎。
2014年6月1日，正式上任日本電視台製作局專門局長。
2014年，以電視劇《Woman》收穫口碑，並獲得第64回藝術選獎文部科学大臣獎，該劇亦獲東京國際戲劇節優秀作品獎、日本民間放送聯盟獎最佳電視劇獎、銀河賞電視部門獎勵賞、ATP電視部門最優秀獎等獎項。

## 執導作品

### 電影
- 花田少年史 幽靈與祕密的隧道（日语：花田少年史 幽霊と秘密のトンネル）（2006年）
- 舞妓哈哈哈（2007年）
- 252生存訊號（2008年）─ 身兼編劇[5]
- 男兒有淚不輕彈（2009年）
- 繩氣娘子軍（日语：綱引いちゃった!）（2012年）[6]
- 謝罪大王（2013年）
- 寬鬆世代又怎樣：INTERNATIONAL（2023年）[7]
- 坦白你的罪行（2023年）

### 電視劇
- 池中玄太80公斤（日语：池中玄太80キロ）第二期（1981年）
- 風少女（1988年）
- 遠山金志郎美容室（1994年）
- 二見鍾情（日语：恋も2度目なら）（1995年）
  - 二見鍾情（日语：恋も2度目なら） SP（1995年）
- 不結束的夏天（日语：終わらない夏）（1995年）
- 愛的奇蹟（日语：奇跡のロマンス）（1996年）
- チョベリバ!（1996年）
- 愛情遊戲（日语：恋のバカンス (テレビドラマ)）（1997年）
  - 愛情遊戲（日语：恋のバカンス (テレビドラマ)） SP（1997年）
- 星に願いを（1998年）
- 情牽有緣人（日语：お熱いのがお好き?）（1998年）
- 甜蜜生活（日语：甘い生活。）（1999年）
- 東京らぶ（2000年）
- バカヤロー!2000 ニッポン人の怒りが爆発する!（2000年）
- 向井荒太的動物日記（日语：向井荒太の動物日記～愛犬ロシナンテの災難～）（2001年）
- 心理醫恭介（日语：サイコドクター）（2002年）
- 我的老婆是男人（2003年）
- 冬季運動會（日语：冬の運動会）（2004年）
- 252生存訊號episode.ZERO（2008年）
- Mother（2010年）
- 再見我們的幼稚園（日语：さよならぼくたちのようちえん (テレビドラマ)）（2011年）
- 特官～特別國稅徵收官（日语：トッカン -特別国税徴収官-#テレビドラマ）（2012年）
- Woman（2013年）
- 馬賽克日本（日语：モザイクジャパン）（2014年）
- 小花的味噌湯（日语：はなちゃんのみそ汁）（2014年）
- Dr.倫太郎（2015年）
- 寬鬆世代又怎樣（2016年）
- 只是先出生的我（2017年）
- anone（2018年）
- 初戀的惡魔（2022年）

### 舞台劇
- ありがとうサボテン先生
- 七人ぐらいの兵士
- JOKER
- 小鹿物語
- ワルシャワの鼻
- PRESS

### 綜藝節目
- クイズ世界はSHOW by ショーバイ!!（編導）
- マジカル頭脳パワー!!（執導マジカルミステリー劇場）

### 音樂錄影帶
- 2009年〈笑中帶淚〉生物股長

## 監製作品
- 益智遊戲（日语：ザ・ワイドショー）（1994年）
- 永田町（日语：レッツ・ゴー!永田町）（2001年）
- 歡迎光臨，患者大人（日语：いらっしゃいませ、患者さま。）（2005年）
- MAKOTO（日语：MAKOTO (映画)）（2005年）

## 獎項
- 1997年第12回日劇學院賞最佳片頭《愛情遊戲（日语：恋のバカンス (テレビドラマ)）》
- 2010年第65回日劇學院賞最佳導演《Mother》
- 2014年第64回藝術選獎文部科学大臣獎（日语：文部科學大臣賞）《Woman》

## 外部連結
- allcinema.net （页面存档备份，存于）
- 水田伸生在互联网电影资料库（IMDb）上的資料（英文）